# TOPEX/Poseidon
TOPEX/Poseidon was een satelliet voor het meten en in kaart brengen van de diepte van de oceanen. De satelliet, een gezamenlijk project van de Amerikaanse ruimtevaartorganisatie NASA en het Franse CNES, werd gelanceerd op 10 augustus 1992. De missie zou oorspronkelijk drie tot vijf jaar duren, maar werd uiteindelijk in 2006 beëindigd.
TOPEX/Poseidon was de eerste grote oceanografische onderzoekssatelliet ooit en boekte ongekend succes. De missie bewees de waarde die de ruimtevaart heeft in het onderzoeken van aardse fenomenen. De Oostenrijks-Amerikaanse oceanograaf Walter Munk noemde de missie "het meest geslaagde oceaanexperiment aller tijden."
De naam van de satelliet wordt gevormd door de woorden 'TOPEX' (van het Engelse Topography Experiment) en de naam van de Griekse god van de oceaan, Poseidon.

## Onderzoeksinstrumenten
- Lichaam: Fairchild MMS (Multi-Mission Spacecraft) met 3,4 kW vermogen.
- Parabolische antenne van 120 centimeter voor het zenden en ontvangen van gegevens, gebruikmakend van het zogenaamde TDRSS (Tracking and Data Relay Satellite System).
- C-band en KU-band hoogtemeter. De hoogtemeter (die feitelijk uit twee verschillende antennes bestaat) is het belangrijkste instrument aan boord van de satelliet en is bestemd voor het meten van de hoogte van de satelliet ten opzichte van het wateroppervlak. De hoogtemeter kan ook de windsnelheid, de hoogte van golven en de atmosferische correctie bepalen. Voor de meting van het oceaanoppervlak kan een nauwkeurigheid van 3,4 centimeter bereikt worden; voor de meting van de golfhoogte een nauwkeurigheid van vijftig centimeter.
- GPS-ontvanger ter positiebepaling.
- LRA (Laser Retroreflector Array) voor zeer nauwkeurige positiebepaling tot 3 centimeter nauwkeurig.[3]

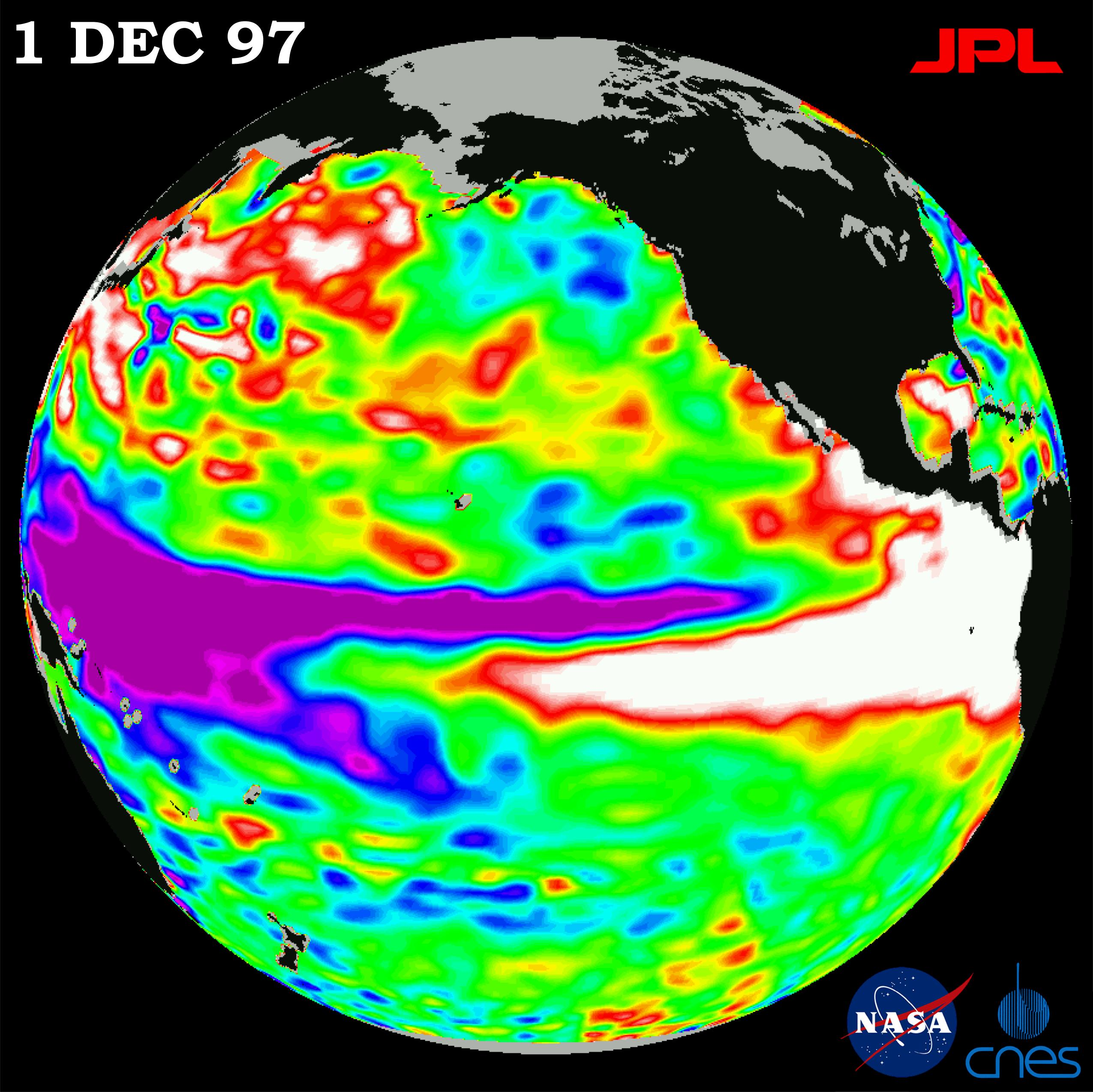
El Niño in 1997, weergave van observaties van TOPEX/Poseidon

## Doelstellingen van de missie
- Het meten van het zeeniveau met een nauwkeurigheid van 5 centimeter.
- Het observeren van zeestromen.
- Het observeren van de weersverschijnselen El Niño en La Niña om het gedrag van deze verschijnselen in de toekomst te kunnen voorspellen.
- Het gemeenschappelijk verrichten van metingen met de onderzoekssatelliet Jason-1, die in 2001 gelanceerd werd.

## Einde van de missie
Na bijna 62.000 keer de aarde te zijn rondgevlogen, verloor de satelliet in 2006 het vermogen te manoeuvreren. Een tandwiel om de satelliet de juiste oriëntatie te geven, hield er in oktober 2005 mee op. De satelliet hield toen ook op met het versturen van gegevens, die immers niet meer als betrouwbaar beschouwd konden worden. Op 18 januari 2006 werd TOPEX/Poseidon uitgezet. De missie kwam hiermee ten eind, dertien jaar na de lancering van de satelliet. De geplande duur van de missie werd ruimschoots overschreden.
De door TOPEX/Poseidon verzamelde gegevens werden in meer dan tweeduizend wetenschappelijke publicaties gebruikt. De belangrijkste verdienste van de missie was het ontrafelen van het patroon waarin zeestromen zich bewegen.